# Ectobius tamaninii
Ectobius tamaninii es una especie de cucaracha del género Ectobius, familia Ectobiidae.